# Джеси Джеймс срещу Локум Шекеров
„Джеси Джеймс срещу Локум Шекеров“ е български телевизионен игрален филм (комедия, пародия) от 1966 г. по сценарий и режисура на Рангел Вълчанов. Оператор е Димо Коларов.
Американски киносреди, замесени с мафията и ЦРУ, са обезпокоени от големите успехи на българските филми по света. Филмовите знаменитости се събират и решават да подготвят и изпратят в България големия шпионин Джеси Джеймс, за да взриви киноцентъра. Само Локум Шекеров ще може да го спре.
Сценарият на филма свободно интерпретира образа на Джеси Джеймс. Истинският Джеси Джеймс е американски престъпник, загинал през 1882 г. - 14 години преди заснемането на първия филм в историята на света, и повече от 30 години преди заснемането на първия български филм.

## Актьорски състав
- Георги Калоянчев – Джеси Джеймс
- Григор Вачков – Локум Шекеров
- Стоянка Мутафова – Съпругата на Локум
- Георги Черкелов
- Михаил Михайлов
- Георги Стоянов
- Иван Братанов
- Саркис Мухибян
- Искра Хаджиева
- Георги Пенков
- Константин Коцев
- Христо Ганев
- Васил Цонев
- Радой Ралин
- Любомир Пипков
- Рангел Вълчанов
- Дора Смедовска
- Вера Андреева
- Пепа Николова
- Северина Тенева
- Васил Попов
- Любен Станев
- Никола Корабов
- Петър Незнакомов
- Валери Петров